# Amphizoa
Amphizoa é um género de insectos coleópteros colocado na sua própria família, Amphizoidae. São notáveis visto serem um possível estágio intermediário entre coleópteros terretres e aquáticos; ainda que vivam em água, não são bons nadadores e parecem-se mais a carabídeos do que outros tipos de coleópteros aquáticos.
Medem entre 11 e 16 mm. São geralmente de cor preta não muito intensa, com uma cabeça quadrada e um pronoto significantemente mais estreito que os élitros.
As larvas também vivem debaixo de água, mas respiram através de oito segmentos abdominais e como tal têm que permanecer próximo da superfície. Agarram-se a rochas ou escombros flutuantes. Os adultos e as larvas são predadores, mas também se alimentam de insectos mortos.
Quando perturbados, os adultos libertam um fluido amarelado do ânus, com um odor descrito como semelhante ao da meloa ou de madeira podre, provavelmente um mecanismo de defesa contra sapos e rãs.
O género é composto por seis espécies, três do Oeste da América do Norte e três da China.

## Espécies
Possui as seguintes espécies:
- Amphizoa davidi
- Amphizoa insolens
- Amphizoa lecontei
- Amphizoa sinica
- Amphizoa smetanai[2]
- Amphizoa striata